# Cireșu, Brăila
Cireșu là một xã thuộc hạt Brăila, România. Dân số thời điểm năm 2002 là 3576 người.